# Most Górny w Prudniku
Most Górny w Prudniku – most drogowy w Prudniku w ciągu ul. Nyskiej (droga powiatowa nr 1613O), stanowiący przeprawę nad rzeką Prudnik. Zapewnia wyjazd z miasta na północ, w stronę Niemysłowic i Nysy.

## Historia
Był to drugi pod względem ważności most w Prudniku, za Mostem Dolnym na Dolnym Przedmieściu. Oba mosty łączyły główny trakt prowadzący przez Prudnik od strony Nysy w kierunku Opawy. Most Górny, przez który prowadziła główna droga z Bramy Górnej, był położony peryferyjnie względem zabudowań miasta.
„Masywny most nad rzeką Prudnik”, liczący cztery filary, został zbudowany w 1777 lub 1778. Został on zniszczony podczas powodzi w marcu 1845. Wkrótce na jego miejscu wzniesiono drewniany most z „szerokimi kamiennymi filarami”. Rola mostu wzrosła wraz ze zbudowaniem przy ul. Nyskiej fabryki włókienniczej Samuela Fränkla, znanej po 1945 jako Zakłady Przemysłu Bawełnianego „Frotex”. Został zmodernizowany lub naprawiony po 1893.
Kamienno-drewniany most został rozebrany w latach 30. XX wieku. Zastąpiono go konstrukcją żelbetową. Na czas budowy nowego mostu ustawiono drewnianą kładkę dla pieszych w jego pobliżu. W dokumentacji most określany był niemieckim mianem Prudnikbrücke (most nad Prudnikiem). Budowę zakończono w 1934. Podczas walk o Prudnik w marcu 1945 w okresie II wojny światowej, most był jednym z obiektów w mieście, których przed Armią Czerwoną broniły oddziały Volkssturmu. Niemcy zniszczyli w pobliżu mostu trzy radzieckie czołgi T-34.

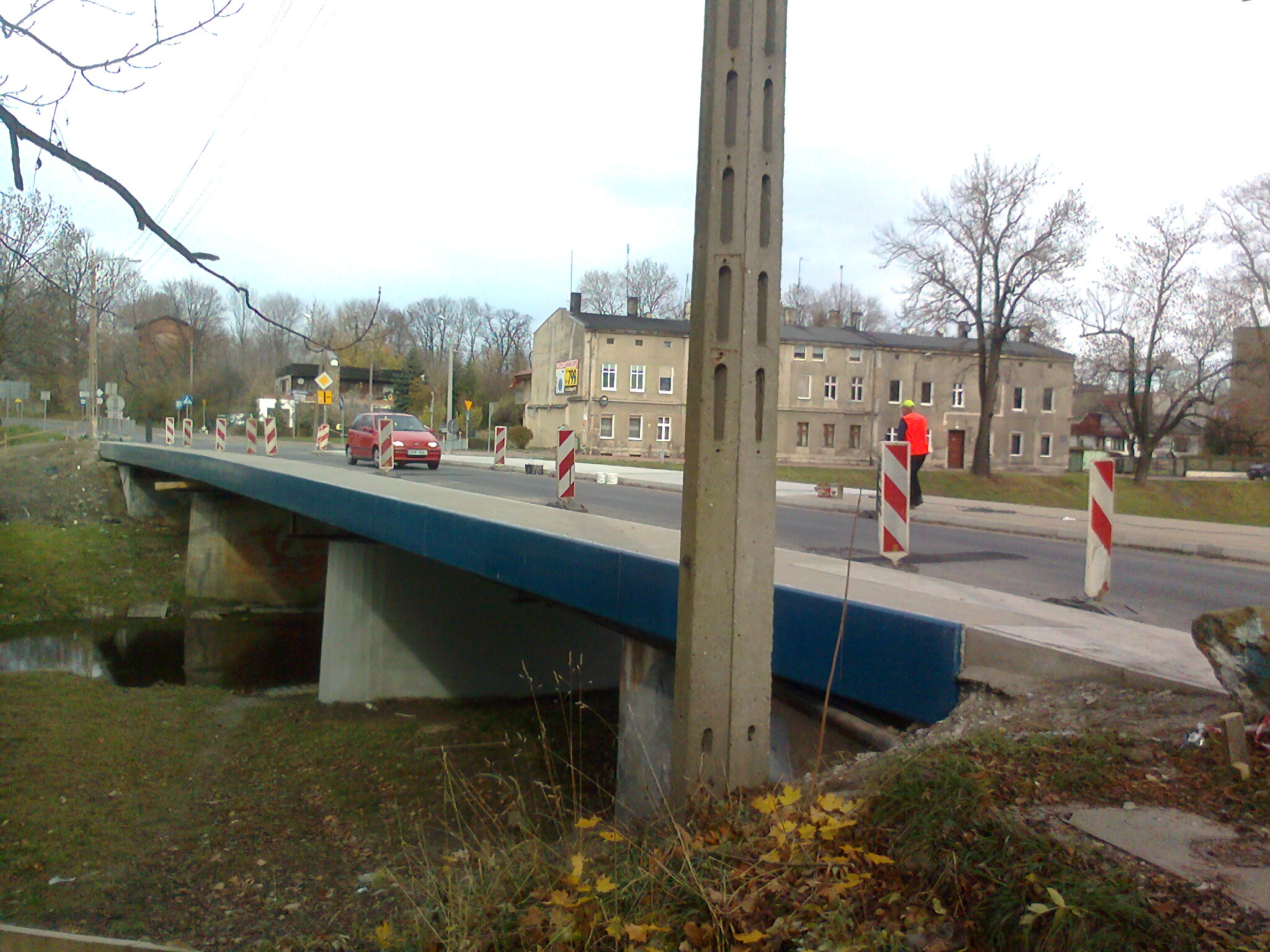
Remont mostu w 2013

Po zakończeniu II wojny światowej i przejęciu Prudnika przez administrację polską zdemontowano tablicę na betonowej balustradzie mostu, upamiętniającej jego budowę. W 2013 przeprowadzono generalny remont mostu.

## Architektura
Długość mostu wynosi 51,33 m, szerokość użytkowa jezdni 6,15 m, a chodników 1,49 i 2,45 m.